# Niemiecka szkoła historyczna
Niemiecka szkoła historyczna (również historyczna szkoła w ekonomii) – nurt refleksji ekonomicznej powstały w Prusach pod koniec XIX wieku i występujący jako jednolita szkoła do połowy XX wieku. Była w wielu aspektach przeciwieństwem wobec szkoły austriackiej, a konflikt z tą ostatnią znany jest jako Methodenstreit.
- starsza szkoła historyczna (Wilhelm Roscher, Karl Knies i Bruno Hildebrand)
- młodsza szkoła historyczna (Gustav von Schmoller, Ernst Louis Étienne Laspeyres, Adolph Wagner)
- najmłodsza szkoła historyczna (Werner Sombart, Max Weber)

Za prekursora podejścia uznaje się Friedricha Lista
Myśliciele szkół historycznych, zwłaszcza starszej szkoły historycznej wychodzili z założenia, że ludzkie działania stanowią nierozerwalną jedność i nie można ich dzielić na: ekonomiczne, religijne, artystyczne itp.
Perspektywa szkół historycznych (wszystkich) była organicystyczna, czyli paradoksalnie opierała się na ahistorycznym ujęciu wszelkich działań ludzkich jako przejawie niepodzielnego, ponadindywidualnego Bytu. Ludzkie działania w kulturze nie wyrażały (w historycystycznym ujęciu) partykularnej woli działających jednostek. Nie wyrażały, także, historycznych uwarunkowań tych jednostek powstałych w konkretnym społeczeństwie i w konkretnej kulturze.
Ludzkie działania wyrażały, w myśl założeń niemieckiej (starszej) szkoły historycznej, specyfikę ponadindywidualnego Bytu: Ducha, Narodu, lub Rasy (Adolph Wagner) czy Cywilizacji (Max Weber). Materialnym wcieleniem tego ponadindywidualnego bytu miało być pojmowane mistycznie i organicznie (jednocześnie) Państwo Narodowe.
Taka perspektywa wykluczała nie tylko ontologiczne twierdzenia o odrębności ekonomicznej sfery życia od innych, lecz nawet metodologiczne wyalienowanie wybranych ludzkich działań z kontekstu. Wszelkie ludzkie działania wyrażać miały podstawowe cechy momentu rozwoju „Ducha” danego Narodu bądź innego Bytu ponadindywidualnego.
Obecność państwowych instytucji w gospodarce postrzegano jako coś oczywistego i słusznego, gdyż działania władzy państwowej realizowały interesy organicznie pojmowanego narodu/cywilizacji/rasy. Przedstawiciele starszej szkoły historycznej odrzucali ponadto całkowicie refleksję teoretyczną w ekonomii politycznej i propagowali wyłącznie empiryczne, aposterioryczne i faktograficzne badania zjawisk społeczno-gospodarczych co jednak wyróżniało ich zarówno od tzw. najmłodszej szkoły historycznej (Max Weber), jak i od zwolenników innego ważnego dla współczesnej refleksji ekonomiczno-politycznej nurtu myślowego związanego z historycznym ujęciem ekonomii politycznej, czyli marksowskiego materializmu historycznego i jego rozwinięcia, czyli marksizmu.